# Velaglucerase alfa
Velaglucerase alfa (merknaam VPRIV) is een weesgeneesmiddel voor enzymvervangende therapie bij de ziekte van Gaucher.
Velaglucerase alfa blijkt even effectief voor het verminderen van anemie als het te vervangen enzym imiglucerase. Met gebruik van velaglucerase alfa nemen de lever- en miltvergrotingen sterk af. Ook verschijnselen als skeletafwijkingen worden gereduceerd. Er hangt een stevig prijskaartje aan het gebruikte middel dat afhankelijk van de gebruikte dosering tot 200.000 euro per jaar kan oplopen. Het middel dient levenslang gebruikt te blijven worden. Het middel is in 2010 goedgekeurd door de Amerikaanse FDA en de Europese EMEA